# 黄道十二宮 (絵画)
『黄道十二宮』（こうどうじゅうにきゅう、英: Zodiac）は、アルフォンス・ミュシャが1896年に描いた絵画。
横を向いている女性が中心に描かれており、その周りには、西洋占星術における12星座が描かれている。横から見た顔を描くことによって、美しい装飾をもった髪飾りが画面の中心に配置されている。華麗な装飾と印象的な女性とを組み合わせた作風は、「ミュシャ様式」と呼ばれている。
本作は、もともとシャンプノワという印刷業者によって1897年用のカレンダーのために依頼されたものである。その後すぐに、『ラ・プリュム』という雑誌の編集者によってその年のカレンダーに使用された。その後も何度も流用され、様々なバージョンが登場した。少なくとも9種類のバリエーションがあるとされている。
基本的には下段の枠の中に暦が印刷されて用いられたが、その部分に翼を有した智天使（ケルビム）が描かれた特別なバージョンもあり、それは装飾パネルとして製作された。
本作は、ミュシャの代表作で、女性の優美な横顔と、滑らかで麗しい線による装飾が見事に調和しており、華々しい雰囲気が好まれたためか、最も人気の高いデザインのひとつとなっている。
本作のように、ミュシャの作品には、当初はポスターまたはカレンダーとして製作されながら、デザインの人気が高かったために、後に装飾パネルとして売りに出されたものがあり、そうした作品の例としては、他に『夢想』（1897年）などが挙げられる。
本作は、アメリカのロックバンド、ジプシー (en:Gypsy (band)) が1970年に発売したアルバム『ジプシー』 (en:Gypsy (Gypsy album)) などに採用されている。